# Michele Barbi
Michele Barbi (* 19. Februar 1867 in Sambuca Pistoiese; † 23. September 1941 in Florenz) war ein italienischer Literaturhistoriker und Danteforscher.

## Leben und Werk
Barbi studierte in Pisa. Von 1901 bis 1923 war er Professor für italienische Literaturgeschichte in Messina, von 1923 bis 1937 Ordinarius für italienische Literatur in Florenz.
Barbi war Sekretär und stellvertretender Vorsitzender der Italienischen Dantegesellschaft. Von 1890 bis 1905 gab er deren Bullettino heraus. 1920 gründete er die Zeitschrift Studi Danteschi und betreute sie bis zu seinem Tod. 1921 erschien die unter seiner Leitung erarbeitete wissenschaftliche Ausgabe der Werke Dantes in einem Band. Barbi gehörte der Accademia della Crusca und der Accademia dei Lincei an. 1939 wurde er auf Vorschlag von Giuseppe Bottai zum Senator ernannt.

## Werke
- Della fortuna di Dante nel secolo XVI, Pisa 1890
- Notizia della vita e delle opere di Francesco Bracciolini, Florenz 1897
- Studi di manoscritti testi inediti. 1: La raccolta bartoliana di reine antiche e i codici da essa derivati, Bologna 1900
- Studi sul Canzoniere di Dante, con nuove indagini sulle raccolte manoscritte e a stampa di antiche rime italiane, Florenz 1915, 1965
- Dante. Vita, opere e fortuna, Florenz 1933 (deutsch: Dante. Leben, Werk und Wirkung, Regensburg 1943)
- Problemi di critica dantesca. Prima serie (1893–1918), Florenz 1934, 1975
- Poesia popolare italiana, studi e proposte, Florenz 1939
- Problemi di critica dantesca. Seconda serie (1920–1937), Florenz 1941, 1975
- Con Dante e coi suoi interpreti : saggi per un nuovo commento della "Divina commedia", Florenz 1941
- La nuova filologia e l'edizione dei nostri scrittori. Da Dante al Manzoni, Florenz 1938, 1973, 1977, 1994
- Problemi fondamentali per un nuovo Commento alla Divina Commedia, Florenz 1955
- Vita di Dante, Florenz 1961,  1996 (englisch: Life of Dante; translated and edited by Paul Ruggiers [1918-1998], Berkeley 1954)